# A queda (singolo)
A queda è un singolo del cantante brasiliano Gloria Groove, pubblicato il 14 ottobre 2021 come secondo estratto dal secondo album in studio Lady Leste.

## Tracce
1. A queda – 2:52

## Classifiche

### Classifiche settimanali
| Classifica (2021) | Posizione massima |
| ----------------- | ----------------- |
| Brasile           | 8                 |
| Portogallo        | 37                |

### Classifiche di fine anno
| Classifica (2021) | Posizione |
| ----------------- | --------- |
| Brasile           | 185       |
| Classifica (2022) | Posizione |
| Brasile           | 126       |

## Date di pubblicazione
| Paese | Data di pubblicazione | Formato                      | Nota  |
| ----- | --------------------- | ---------------------------- | ----- |
| Mondo | 14 ottobre 2021       | Download digitale, streaming | [ 8 ] |